# Henning Schlasberg
Henning Schlasberg, född 21 januari 1874 i Karlshamn, död 20 juli 1950 i Landskrona, var en svensk entreprenör.
Henning Schlasberg var son till grosshandlaren David Schlasberg och Sara Luterkort. Fadern hade i unga år invandrat till Sverige för att undfly pogromer från Neustadt i ryska Polen, numera Kudirkos Naumestis  i Litauen, och framgångsrikt öppnat manufakturaffär i Landskrona med bland annat försäljning av tysk herrkonfektion. Henning Schlasberg växte upp i Landskrona och gick i elementarskola där. Efter några års lokal affärspraktik praktiserade han 1894–1896 i en herrklädesfabrik i Frankfurt am Main och startade 1896 vid återkomsten till Landskrona den första tillverkningen i Sverige av konfektionssydda kläder för herrar. Henning Schlasberg reste själv runt i Sverige och sålde kläderna. 1902 gick brodern Herman Schlasberg in som delägare och firmanamnet ändrades till Henning Schlasberg & Co AB. Företaget expanderade och hade efter fem år omkring 200 anställda. Från 1936 tillverkade företaget också konfektionskläder för damer. Företagets ledning övertogs 1945 av sonen Harald Henningsson Schlasberg. 1952 invigdes en ny fabriksbyggnad på Sandvången i Landskrona. Företaget lades ned i samband med tekokrisen 1978.
Tillsammans med Herman Turitz startade Henning Schlasberg 1909 American Bazar i Göteborg, en föregångare till det år 1930 etablerade Enhetsprisaktiebolaget, sedermera EPA. I American Bazar kostade alla varor 15 öre.
Schlasberg var konsul för Costa Rica från 1925 och generalkonsul mellan 1939 och 1947.
Henning Schlasberg var sedan 1907 gift med Gertrud Marta Lewin, vars far var tysk läkare. Dottern Dagmar var gift med Folke Wennerberg.
Henning Schlasberg och hans son Harald Schlasberg fick 2018 en gemensam minnessten på Landskrona Walk of Fame.